# Cooköarnas flagga
Cooköarnas flagga består av Union Jack samt 15 stjärnor i en ring. Stjärnorna representerar de 15 öarna i ögruppen Cooköarna och den blå färgen havet.

## Historiska flaggor

Flagga för konungens representant i Cooköarna.